# Taksja
Taksja, taktyzm – ukierunkowany ruch całego organizmu (np. bakterii, nicienia, glonu, pierwotniaka) lub komórki (np. plemnika) będący reakcją na kierunkowy bodziec. Ruch w kierunku bodźca to taksja dodatnia, w kierunku przeciwnym – taksja ujemna. Służy poszukiwaniu optymalnych warunków środowiskowych, np. źródła pokarmu, partnera seksualnego, unikaniu zagrożenia itp. Ruchy taktyczne zbliżone są do tropizmów (które jednak dotyczą tylko narządów, a nie całych organizmów) oraz do kinez (które są ruchami bezładnymi, modulowanymi przez natężenie bodźca, dającymi złudzenie ruchów kierunkowych).
Wyróżnia się następujące taksje:
- anemotaksja[1]
- astrotaksja[1]
- chemotaksja[1][2]
- chromotaksja[1]
- diataksja[1]
- fobotaksja[1]
- fonotaksja[1]
- fototaksja[1][2]
- galwanotaksja[1]
- geotaksja[1]
- geotropotaksja[1]
- menotaksja[1]
- reotaksja[1]
- telotaksja[1]
- termotaksja[1][2]
- tigmotaksja[1][2]  (stereotaksja)
- topotaksja[1]